# SPARS Code

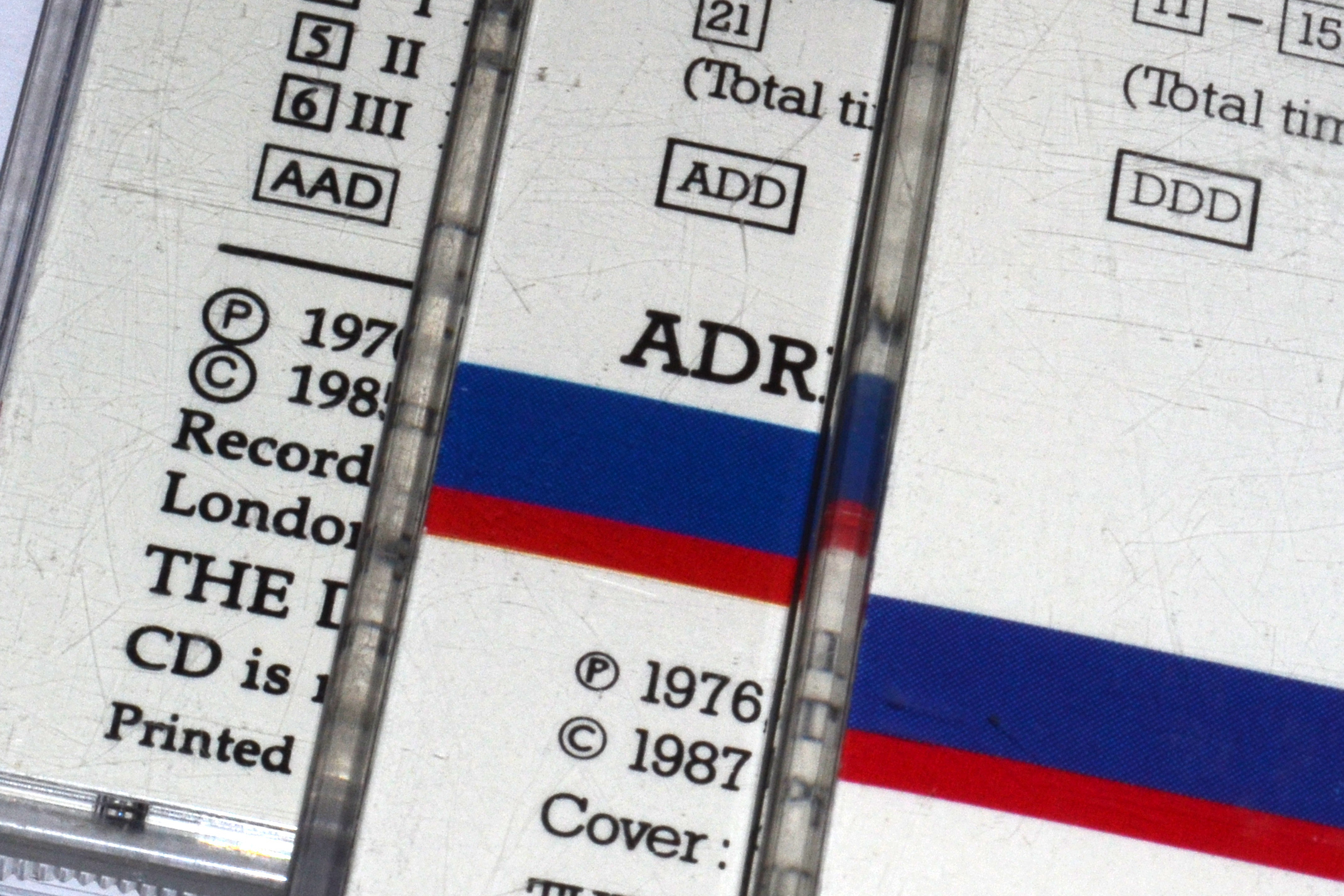
SPARS code (AAD, ADD, DDD)

Der SPARS Code ist eine aus drei Buchstaben bestehende Kennzeichnung auf einer Audio-CD. 
Die Buchstaben bezeichnen die verwendete Technik für die Produktionsschritte Tonaufnahme, Abmischung und Mastering. Dabei steht jeweils A für analoge und D für digitale Technik. Seit den 2000er Jahren findet man solche Hinweise nur noch selten, am häufigsten noch auf Klassik-CDs. 
Der Code ist eine Entwicklung der amerikanischen Society of Professional Audio Recording Services. Die Bezeichnung geht auf die Abkürzung SPARS für die Organisation zurück. 
Digitale Aufnahme bedeutet dabei, dass schon die Schallquelle digital ist (z. B. digitale Synthesizer) oder dass analoge Signale (z. B. von Mikrofonen) irgendwann in der Prozesskette der Aufnahme, jedoch spätestens bei der Aufzeichnung, digitalisiert wurden. Durch die digitale Aufzeichnung entfallen alle Störgeräusche, die bei einer analogen Aufzeichnung bei der Wiederabtastung des Mediums anfallen würden (z. B. Bandrauschen). Andererseits wird durch die Digitalisierung die Qualität der Aufnahme entscheidend festgelegt. Daher wählt man für diesen Schritt meistens höhere Samplingraten und/oder eine höhere Wortbreite pro Sample, als später für die Vervielfältigung, z. B. auf CD, eigentlich nötig wäre.
Es gilt:
- DDD: digitale Aufnahme, digitale Abmischung, digitales Mastering
- ADD: analoge Aufnahme, digitale Abmischung, digitales Mastering
- AAD: analoge Aufnahme, analoge Abmischung, digitales Mastering
- DAD: digitale Aufnahme, analoge Abmischung, digitales Mastering

Der letzte Buchstabe ist bei der Produktion von CDs stets ein D, da diese als digitales Medium ein digitales Master erfordert.
Digitales Remastering ist die häufigste Variante für Aufnahmen aus der Zeit vor Einführung der CD, wobei alles möglich ist, von der einfachen unveränderten Kopie bis hin zum Nachverhallen und zur dynamischen Kompression der Signale.

## Quellnachweise
1. ↑  SPARS - The Society of Professional Audio Recording Services: History - SPARS Under the Founders: 1981 - 1986 (Memento des Originals vom 31. August 2009 im Internet Archive)  Info: Der Archivlink wurde automatisch eingesetzt und noch nicht geprüft. Bitte prüfe Original- und Archivlink gemäß Anleitung und entferne dann diesen Hinweis. Gesichtet: 21. September 2009